# David Andrews (regista)
David Andrews (22 ottobre 1935) è un regista e attore britannico.

## Filmografia

### Regista
- Six, l'episodio "Andy's Game" (1965)
- The Revenue Men, gli episodi "You Can't Win" (1967), "Sometimes There's a Bonus" (1967) e "Deadly Cargo" (1967)
- Thirty-Minute Theatre, gli episodi "Oldenberg" (1967) e "Leave Me Alone" (1967)
- The First Lady, l'episodio "Yes, But Who Am I?" (1968)
- Gazette, gli episodi "Turn a Blind Eye" (1968), "Missing" (1968) e "Announcement" (1968)
- ITV Playhouse, l'episodio "Return to Yesterday" (1969)
- Dr. Finlay's Casebook, gli episodi "The Builders" (1970), "Winter's Traces" (1970) e "Itself and Friend" (1970)
- The Sea Children (1973) Mediometraggio
- Le avventure di Black Beauty (The Adventures of Black Beauty), l'episodio "Father and Son" (1973)
- Charles Endell, Esq, l'episodio "The Moon Shines Bright on Charlie Endell" (1979)
- The Spaver Connection (1984) Film TV
- EastEnders (1992) Serie TV
- Stookie (1985) Miniserie TV
- Dramarama, gli episodi "Wayfarers" (1986) e "Maureen Reid, Where Are You?" (1986)
- First Sight, l'episodio "Extras" (1987)
- Jupiter Moon (1990) Serie TV
- Take the High Road (1980-1990, 35 episodi) Serie TV
- Families, l'episodio 1x197 (1992)
- Strathblair, gli episodi 2x5 (1993) e 2x6 (1993)
- Hollyoaks (1996-1997, 20 episodi) Serie TV
- Grange Hill (1991-2004, 11 episodi) Serie TV

### Attore
- The Long and the Short and the Tall (1959) Film TV
- ITV Television Playhouse, nell'episodio "Queen's Corporal" (1959)
- An Age of Kings, negli episodi "Richard II Part 1: The Hollow Crown" (1960), "Richard II Part 2: The Deposing of a King" (1960), "Henry IV Part 1: Rebellion from the North" (1960), "Henry IV Part 2: The Road to Shrewsbury" (1960), "Henry IV Part 3: The New Conspiracy" (1960), "Henry V Part 1: Signs of War" (1960), "Henry V Part 2: The Band of Brothers" (1960), "Henry VI Part 1: The Red Rose and the White" (1960), "Henry VI Part 2: The Fall of a Protector" (1960), "Henry VI Part 3: The Rabble from Kent" (1960), "Henry VI Part 4: The Morning's War" (1960), "Henry VI Part 5: The Sun in Splendour" (1960), "Richard III Part 1: The Dangerous Brother" (1960) e "Richard III Part 2: The Boar Hunt" (1960)
- Agente speciale (The Avengers), nell'episodio "The Frighteners" (1961)
- Suspense, nell'episodio "Killer in the Band" (1962)
- Some People (1962)
- Z Cars, negli episodi "Day Trip" (1962) e "Trumpet Voluntary" (1963)
- A Place to Go (1963)
- BBC Sunday-Night Play, negli episodi "Off Centre" (1961), "Charlie Was My Darling" (1962) e "Night Express" (1963)
- Dr. Finlay's Casebook, nell'episodio "Odds on Johnny" (1963)
- Armchair Theatre, nell'episodio "Long Past Glory" (1963)
- Crane, nell'episodio "Murder Is Waiting" (1964)
- The Sullavan Brothers, nell'episodio "The Man from New York" (1964)
- Drama 61-67, nell'episodio "Drama '64: The Trouble with England" (1964)
- Investigatore offresi (Public Eye), nell'episodio "Dig You Later" (1965)
- Sherlock Holmes, nell'episodio "The Red-Headed League" (1965)
- Legend of Death, negli episodi "The Golden Intruder" (1965), "Journey Into Danger" (1965) e "The Moving Maze" (1965)
- The Troubleshooters, nell'episodio "A Job for Willy" (1965)
- No Hiding Place, negli episodi "Truth or Dare" (1965) e "Run, Johnny, Run" (1965)
- Theatre 625, nell'episodio "The Single Passion" (1967)
- Biography, nell'episodio "Danton" (1970)
- 1972: Dracula colpisce ancora! (Dracula A.D. 1972) (1972)
- Le avventure di Black Beauty (The Adventures of Black Beauty), nell'episodio "Mantrap" (1972)
- Casualty, nell'episodio "Life's Too Short" (2007)

### Sceneggiatore
- Six, l'episodio "Andy's Game" (1965)
- Gazette, l'episodio "Turn a Blind Eye" (1968)

### Produttore
- Brookside (1999) Serie TV